# Список мовних сімей
Список мовних сімей включає генетично споріднені мовні сім'ї верхнього рівня, а також різні технічні групи.
За версією Ethnologue станом на 2018 рік беззаперечно виділяються 152 родини мов найвищого рівня. У перелік включені усі родини, які або були повністю доведені лінгвістами, або припускаються без суттєвих заперечень. Також включені технічні групи (виділені курсивом): некласифіковані мови, ізольовані мови, штучні мови, жестові мови, змішані мови, креольські мови, піджини. Таким чином таблиця нижче охоплює всі 7 097 живих мов, на яких говорять 6,8 мільярда осіб. Ethnologue є однією із головних організацій, що відповідають за присвоєння ISO-кодів для живих мов.
За версією Glottolog станом на 2018 рік виділяється 241 родина верхнього рівня та 188 ізольованих мов. Усього в проєкт внесено 8 475 живих і мертвих мов.
Linguist List, які відповідають за присвоєння ISO-кодів для мертвих мов, станом на 2018 рік виділяють 573 мертві мови, які були описані достатньо добре.

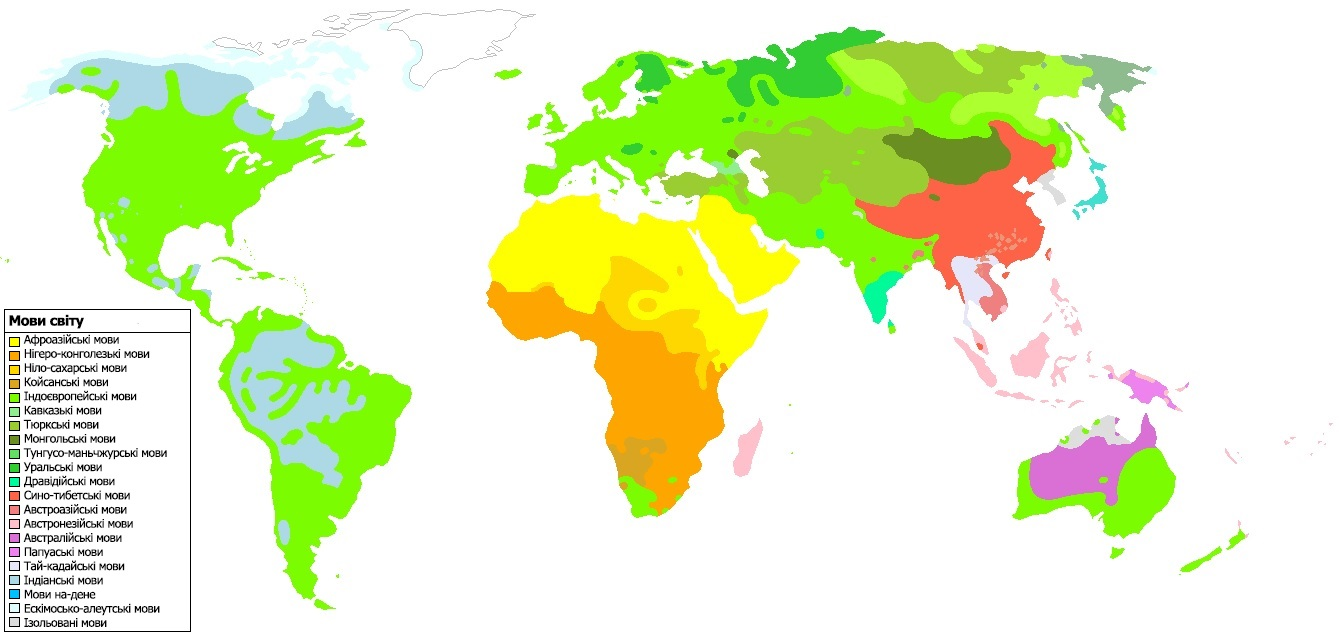
Основні мовні родини світу. Індіанські та папуаські мови — це умовні категорії, а не лінгвістичні сім'ї.

## Повний перелік мовних сімей та груп
| Мовна сім'я                    | Мертвих мов | Живих мов | Мовців нині   | Частина світу    | Основні країни нинішніх мовців |
| ------------------------------ | ----------- | --------- | ------------- | ---------------- | --- |
| Австралійська                  | 36          | 185       | 38 000        | Океанія          | Австралія |
| Австроазійська                 | 2           | 167       | 105 000 000   | Азія             | Бангладеш, Індія, Камбоджа, Китай, Лаос, Малайзія, М'янма, Таїланд, В'єтнам |
| Австронезійська                | 24          | 1 224     | 324 000 000   | Океанія, Азія    | Бруней, Вануату, В'єтнам, Волліс і Футуна, Гуам, Індонезія, Камбоджа, Китай, Кірибаті, Мадагаскар, Майотта, Малайзія, Маршалові Острови, Мікронезія, М'янма, Науру, Ніуе, Нова Зеландія, Нова Каледонія, Острови Кука, Палау, Папуа Нова Гвінея, Північні Маріанські Острови, Самоа, Соломонові Острови, Суринам, Східний Тимор, США, Тайвань, Таїланд, Токелау, Тонга, Тувалу, Фіджі, Філіппіни, Французька Полінезія, Чилі |
| Аймарська                      | 0           | 3         | 1 677 000     | Південна Америка | Болівія, Перу |
| Алґська                        | 17          | 41        | 134 000       | Північна Америка | Канада, США |
| Амто-мусанська                 | 0           | 2         | 520           | Океанія          | Папуа Нова Гвінея |
| Андаманська                    | 9           | 4         | 500           | Азія             | Індія |
| Арайська                       | 0           | 6         | 2 000         | Океанія          | Папуа Нова Гвінея |
| Араванська                     | 1           | 5         | 5 760         | Південна Америка | Бразилія |
| Арафундійська                  | 0           | 3         | 1 960         | Океанія          | Папуа Нова Гвінея |
| Афразійська                    | 45          | 366       | 496 000 000   | Азія, Африка     | Алжир, Бахрейн, Греція, Еритрея, Ефіопія, Єгипет, Ємен, Ізраїль, Ірак, Іран, Йорданія, Камерун, Кіпр, Кенія, Кувейт, Лівія, Мавританія, Малі, Мальта, Марокко, Нігер, Нігерія, ОАЕ, Оман, Палестина, Саудівська Аравія, Сирія, Сомалі, Судан, Таджикистан, Танзанія, Туніс, Туреччина, Узбекистан, Чад |
| Барбакойська                   | 3           | 3         | 21 840        | Південна Америка | Колумбія, Еквадор |
| Байоно-авбонська               | 0           | 2         | 200           | Азія             | Індонезія |
| Бордерська                     | 0           | 16        | 17 080        | Азія, Океанія    | Індонезія, Папуа Нова Гвінея |
| Бороройська                    | ?           | 2         | 1 390         | Південна Америка | Бразилія |
| Ботокудойська                  | ?           | 1         | 10            | Південна Америка | Бразилія |
| Вакашська                      | ?           | 6         | 793           | Північна Америка | Канада, США |
| Вінтуйська                     | ?           | 2         | 2             | Північна Америка | США |
| Вітотойська                    | ?           | 7         | 4 440         | Південна Америка | Колумбія, Перу |
| Гуайкурська                    | ?           | 4         | 39 440        | Південна Америка | Аргентина, Бразилія |
| Гуахібська                     | ?           | 5         | 39 290        | Південна Америка | Колумбія |
| Ґелвінкська                    | ?           | 12        | 8 000         | Азія             | Індонезія |
| Дравідійська                   | 2           | 85        | 228 000 000   | Азія             | Індія, Непал, Пакистан |
| Ескімосько-алеутська           | 1           | 10        | 110 400       | Північна Америка | Канада, Ґренландія, Росія, США |
| Еяк-атабаскська                | 7           | 41        | 202 400       | Північна Америка | Канада, США |
| Єле-західноновобританська      | ?           | 3         | 6 550         | Океанія          | Папуа Нова Гвінея |
| Єнісейська                     | 5           | 2         | 211           | Азія             | Росія |
| Жейська                        | 8           | 14        | 56 050        | Південна Америка | Бразилія |
| Жестові мови                   | ?           | 141       | 8 790 000     | —                | — |
| Замукойська                    | ?           | 2         | 5 160         | Південна Америка | Парагвай |
| Запаройська                    | 3           | 3         | 90            | Південна Америка | Еквадор, Перу |
| Західнопапуаська               | ?           | 23        | 269 400       | Азія             | Індонезія |
| Змішані мови                   | ?           | 23        | 761 400       | —                | Австралія, Вірменія, Китай, Еквадор, Франція, Німеччина, Греція, Гватемала, Гвінея, Ірландія, Мікронезія, Нігер, Норвегія, Філіппіни, Росія, Сербія, ПАР, Іспанія, Швеція, Танзанія, Велика Британія, США |
| Ізольовані мови                | 6           | 77        | 854 700       | —                | Болівія, Бразилія, Канада, Чад, Чилі, Колумбія, Еквадор, Гватемала, Гаяна, Індія, Індонезія, Японія, Малі, Мексика, Непал, Нігерія, Пакистан, Папуа Нова Гвінея, Перу, Росія, Іспанія, Танзанія, США, Венесуела |
| Індоєвропейська                | 119         | 444       | 3 090 000 000 | Європа, Азія     | Австрія, Австралія, Албанія, Азербайджан, Афганістан, Бангладеш, Бельгія, Білорусь, Боснія і Герцеговина, Бразилія, Болгарія, Ватикан, Велика Британія, Венесуела, Вірменія, Греція, Данія, Джерсі, Ізраїль, Ісландія, Індія, Ірак, Іран, Ірландія, Іспанія, Італія, Канада, Китай, Латвія, Литва, Люксембург, Північна Македонія, Мальдіви, М'янма, Непал, Нідерланди, Німеччина, Норвегія, Оман, Острів Мен, Пакистан, ПАР, Перу, Польща, Португалія, Росія, Румунія, Сербія, Словаччина, Словенія, Суринам, США, Таджикистан, Туреччина, Україна, Фарерські острови, Фіджі, Фінляндія, Франція, Хорватія, Чехія, Чорногорія, Швейцарія, Швеція, Шрі-Ланка |
| Ірокезька                      | 5           | 9         | 16 550        | Північна Америка | Канада, США |
| Йокутська                      | ?           | 1         | 50            | Північна Америка | США |
| Кавескарська                   | ?           | 1         | 12            | Південна Америка | Чилі |
| Кагуапанська                   | ?           | 2         | 14 030        | Південна Америка | Перу |
| Каддойська                     | 1           | 5         | 45            | Північна Америка | США |
| Кайова-таноанська              | 1           | 5         | 6 360         | Північна Америка | США |
| Каражська                      | ?           | 1         | 3 060         | Південна Америка | Бразилія |
| Карибська                      | 3           | 29        | 88 190        | Південна Америка | Бразилія, Венесуела, Гаяна, Колумбія, Суринам |
| Картвельська                   | 1           | 5         | 4 123 000     | Азія             | Грузія, Ізраїль, Туреччина |
| Катукінська                    | ?           | 2         | 10            | Південна Америка | Бразилія |
| Каурська                       | ?           | 3         | 900           | Азія             | Індонезія |
| Кереська                       | ?           | 2         | 10 670        | Північна Америка | США |
| Кечуанська                     | 1           | 44        | 7 769 000     | Південна Америка | Аргентина, Болівія, Еквадор, Колумбія, Перу |
| Квомтарійська                  | ?           | 3         | 2 850         | Океанія          | Папуа Нова Гвінея |
| Коавільтекська †               | 6           | 0         | 0             | Північна Америка | США |
| Кооська                        | ?           | 1         | 0             | Північна Америка | США |
| Корейські                      | 2           | 2         | 77 220 000    | Азія             | Південна Корея, Північна Корея |
| Креольські мови                | 4           | 88        | 40 224 025    | —                | — |
| Кхайська                       | ?           | 4         | 143 000       | Африка           | Ботсвана, Намібія |
| Кхоейська                      | ?           | 12        | 283 500       | Африка           | Ботсвана, Намібія, ПАР |
| Лейксплейнська                 | ?           | 19        | 9 650         | Азія             | Індонезія |
| Ленкська                       | ?           | 1         | 0             | Північна Америка | Гондурас |
| Майбратська                    | ?           | 2         | 25 000        | Азія             | Індонезія |
| Майдуанська                    | ?           | 3         | 3             | Північна Америка | США |
| Майпурейська                   | 13          | 52        | 775 300       | Південна Америка | Болівія, Бразилія, Колумбія, Гаяна, Гондурас, Перу, Пуерто-Рико, Суринам, Венесуела |
| Майраська                      | ?           | 3         | 4 385         | Азія             | Індонезія |
| Маянська                       | 2           | 31        | 4 951 000     | Північна Америка | Беліз, Гватемала, Мексика |
| Мапудунґунська                 | ?           | 2         | 258 400       | Південна Америка | Чилі |
| Маскойська                     | 1           | 6         | 13 580        | Південна Америка | Парагвай |
| Матакська                      | 1           | 7         | 56 060        | Південна Америка | Аргентина, Болівія, Парагвай |
| Махакалійська                  | ?           | 2         | 1 270         | Південна Америка | Бразилія |
| Місумальпанська                | 2           | 4         | 152 050       | Північна Америка | Нікарагуа |
| Міхе-сокська                   | 1           | 17        | 163 700       | Північна Америка | Мексика |
| Монгол-лангамська              | ?           | 3         | 1 970         | Океанія          | Папуа Нова Гвінея |
| Монгольська                    | ?           | 13        | 7 159 000     | Азія             | Афганістан, Китай, Монголія, Росія |
| Мосетенська                    | ?           | 1         | 7 300         | Південна Америка | Болівія |
| Муранська                      | ?           | 1         | 390           | Південна Америка | Бразилія |
| Мускозька                      | 1           | 6         | 15 200        | Північна Америка | США |
| Мяо-яо                         | ?           | 38        | 9 345 400     | Азія             | Китай, Лаос, В'єтнам |
| Намбікварська                  | ?           | 6         | 1 065         | Південна Америка | Бразилія |
| Некласифіковані мови           | 64          | 45        | 355 450       | —                | Афганістан, Австралія, Бразилія, Камерун, ЦАР, Чад, Китай, Колумбія, Ефіопія, Гаїті, Індія, Індонезія, Нікарагуа, Нігерія, Папуа Нова Гвінея, Перу, ПАР, Іспанія, Велика Британія, Венесуела, В'єтнам |
| Нижньомамберамська             | ?           | 2         | 800           | Азія             | Індонезія |
| Нігеро-кордофанська            | 15          | 1527      | 511 000 000   | Африка           | Ангола, Бенін, Ботсвана, Буркіна-Фасо, Бурунді, Габон, Гамбія, Гана, Гвінея, Гвінея-Бісау, Демократична Республіка Конго, Екваторіальна Гвінея, Камерун, Кенія, Комори, Конґо, Кот-д'Івуар, Куба, Лесото, Ліберія, Малаві, Малі, Майотта, Мозамбік, Намібія, Нігер, Нігерія, ПАР, Південний Судан, Руанда, Свазіленд, Сенегал, С'єрра-Леоне, Сомалі, Судан, Танзанія, Того, Уганда, Замбія, Зімбабве, ЦАР, Чад |
| Ніло-сахарська                 | 8           | 200       | 53 341 000    | Африка           | Алжир, Бенін, ЦАР, Чад, Демократична Республіка Конго, Єгипет, Еритрея, Ефіопія, Кенія, Малі, Нігер, Нігерія, Південний Судан, Судан, Танзанія, Уганда |
| Німборська                     | ?           | 5         | 8 500         | Азія             | Індонезія |
| Отомангейська                  | 3           | 177       | 1 715 000     | Північна Америка | Мексика, Нікарагуа |
| Паезька                        | ?           | 4         | 81 000        | Південна Америка | Колумбія |
| Палайніхська                   | ?           | 2         | 10            | Північна Америка | США |
| Панойська                      | 8           | 21        | 38 230        | Південна Америка | Болівія, Бразилія, Перу |
| Пауваська                      | ?           | 5         | 3 700         | Азія, Океанія    | Індонезія, Папуа Нова Гвінея |
| Піавська                       | ?           | 2         | 2 600         | Океанія          | Папуа Нова Гвінея |
| Південнобуґенвільська          | ?           | 4         | 10 020        | Океанія          | Папуа Нова Гвінея |
| Південноцентральнопапуаська    | ?           | 22        | 16 300        | Океанія          | Індонезія, Папуа Нова Гвінея |
| Північнобуґенвільська          | ?           | 9         | 68 700        | Океанія          | Папуа Нова Гвінея |
| Північнокавказька              | ?           | 33        | 6 644 000     | Азія             | Азербайджан, Грузія, Росія |
| Піджини                        | 4           | 13        | 113 000       | —                | Австралія, Індія, Індонезія, Ліберія, Науру, Нігерія, Папуа Нова Гвінея, ПАР, Суринам, США, Замбія |
| Помоанська                     | ?           | 6         | 47            | Північна Америка | США |
| Пуйнавська                     | ?           | 7         | 6 110         | Південна Америка | Бразилія, Колумбія |
| Раму-нижньосепікська           | ?           | 32        | 66 180        | Південна Америка | Папуа Нова Гвінея |
| Салівська                      | ?           | 3         | 16 200        | Південна Америка | Колумбія, Венесуела |
| Салішська                      | 4           | 25        | 1 655         | Північна Америка | Канада, США |
| Сахаптінська                   | ?           | 5         | 225           | Північна Америка | США |
| Сеназька                       | ?           | 2         | 2 960         | Азія, Океанія    | Індонезія, Папуа Нова Гвінея |
| Сепікська                      | ?           | 55        | 165 900       | Океанія          | Папуа Нова Гвінея |
| Сино-тибетська                 | 13          | 453       | 1 370 000 000 | Азія             | Бангладеш, Бутан, В'єтнам, Індія, Киргизстан, Китай, Лаос, М'янма, Непал, Пакистан, Таїланд |
| Сіуанська                      | 7           | 14        | 10 260        | Північна Америка | Канада, США |
| Скойська                       | ?           | 8         | 5 855         | Азія, Океанія    | Індонезія, Папуа Нова Гвінея |
| Сомагайська                    | ?           | 2         | 2 200         | Азія             | Індонезія |
| Східнобердгедсько-сантанійська | ?           | 8         | 71 730        | Азія             | Індонезія |
| Східноновобританська           | ?           | 6         | 13 800        | Океанія          | Папуа Нова Гвінея |
| Східнотрансфлайська            | ?           | 4         | 6 760         | Океанія          | Австралія, Папуа Нова Гвінея |
| Тай-кадайська                  | 2           | 90        | 81 302 000    | Азія             | Китай, Індія, Лаос, М'янма, Таїланд, В'єтнам |
| Таканська                      | ?           | 6         | 2 982         | Південна Америка | Болівія |
| Тараскська                     | ?           | 2         | 235 000       | Північна Америка | Мексика |
| Текілсталтекська               | ?           | 2         | 3 480         | Північна Америка | Мексика |
| Тініґуанська                   | ?           | 1         | 1             | Південна Америка | Колумбія |
| Тор-квербська                  | ?           | 24        | 16 190        | Азія             | Індонезія |
| Торрічеллійська                | ?           | 57        | 113 500       | Океанія          | Папуа Нова Гвінея |
| Тотонакська                    | ?           | 12        | 282 120       | Північна Америка | Мексика |
| Трансновогвінейська            | 3           | 479       | 3 555 000     | Океанія, Азія    | Індонезія, Папуа Нова Гвінея, Східний Тимор |
| Туканська                      | ?           | 23        | 35 570        | Південна Америка | Бразилія, Еквадор, Колумбія, Перу |
| Тунґуська                      | ?           | 11        | 54 452        | Азія             | Китай, Росія |
| Тупійська                      | 15          | 66        | 6 258 000     | Південна Америка | Болівія, Бразилія, Парагвай, Перу, Французька Гвіана |
| Тууська                        | ?           | 2         | 2 500         | Африка           | Ботсвана, ПАР |
| Тюркська                       | ?           | 39        | 179 000 000   | Азія             | Азербайджан, Афганістан, Грузія, Іран, Казахстан, Киргизстан, Китай, Литва, Молдова, Росія, Туреччина, Туркменістан, Узбекистан, Україна |
| Уавська                        | ?           | 4         | 14 670        | Північна Америка | Мексика |
| Уральська                      | 7           | 37        | 20 664 000    | Європа           | Естонія, Латвія, Норвегія, Росія, Угорщина, Фінляндія, Швеція |
| Утійська                       | ?           | 8         | 19            | Північна Америка | США |
| Фаська                         | ?           | 2         | 2 840         | Океанія          | Папуа Нова Гвінея |
| Хайдська                       | ?           | 2         | 13            | Північна Америка | Канада |
| Харакмбутська                  | ?           | 2         | 2 220         | Південна Америка | Перу |
| Хіварська                      | ?           | 4         | 113 840       | Південна Америка | Еквадор, Перу |
| Хікакська                      | ?           | 1         | 350           | Північна Америка | Гондурас |
| Хурито-урартська †             | 2           | 0         | 0             | Азія             | Ірак, Іран, Сирія, Туреччина |
| Центральносоломонова           | ?           | 4         | 14 810        | Океанія          | Соломонові Острови |
| Цимшианська                    | ?           | 3         | 1 360         | Північна Америка | Канада |
| Чапакурська                    | 1           | 4         | 2 781         | Південна Америка | Болівія, Бразилія |
| Чибчська                       | 1           | 20        | 303 140       | Північна Америка | Гондурас, Колумбія, Коста-Рика, Нікарагуа, Панама |
| Чимакуанська                   | 2           | 1         | 0             | Північна Америка | США |
| Чинокайська                    | ?           | 2         | 0             | Північна Америка | США |
| Чипая-уруйська                 | ?           | 2         | 1 800         | Південна Америка | Болівія |
| Чокойська                      | 5           | 7         | 114 400       | Південна Америка | Колумбія, Панама |
| Чонська                        | ?           | 1         | 0             | Південна Америка | Аргентина |
| Чукотсько-камчатська           | ?           | 5         | 6 875         | Азія             | Росія |
| Чумашська                      | 7           | 6         | 0             | Північна Америка | США |
| Штучні мови                    | ?           | 1         | 1 000         | Європа           | Польща |
| Юатська                        | ?           | 6         | 7 700         | Океанія          | Папуа Нова Гвінея |
| Юкагірська                     | 2           | 2         | 740           | Азія             | Росія |
| Юкійська                       | ?           | 2         | 0             | Північна Америка | США |
| Юма-кочимська                  | ?           | 9         | 2 255         | Північна Америка | Мексика, США |
| Юто-ацтекська                  | 6           | 58        | 1 925 000     | Північна Америка | Сальвадор, Мексика, США |
| Ябутійська                     | ?           | 2         | 2             | Південна Америка | Бразилія |
| Яґанська                       | 1           | 1         | 5 300         | Південна Америка | Перу |
| Яномамська                     | ?           | 5         | 27 160        | Південна Америка | Бразилія, Венесуела |
| Японська                       | 1           | 12        | 129 210 000   | Азія             | Японія |